# Whatever Gets You Through the Day
Whatever Gets You Through the Day er det tredje studiealbum fra den britiske musikduo Lighthouse Family. Det blev udgivet i 2001 via Wildcard / Polydor Records.
Der blev udgivet tre singler fra albummet; "(I Wish I Knew How It Would Feel to Be) Free / One", "Run" og"Happy". Det solgte platin.

## Spor
| #   | Titel                                                                      | Producer(s)                  | Længde |
| --- | -------------------------------------------------------------------------- | ---------------------------- | ------ |
| 1.  | "Run"                                                                      | Kevin Bacon Jonathan Quarmby | 4:01   |
| 2.  | "Happy"                                                                    | Bacon Quarmby                | 4:35   |
| 3.  | "(I Wish I Knew How It Would Feel to Be) Free/One (Billy Taylor/U2 Cover)" | Bacon Quarmby                | 5:16   |
| 4.  | "End of the Sky"                                                           | Bacon Quarmby                | 5:57   |
| 5.  | "Life's a Dream"                                                           | Bacon Quarmby                | 4:56   |
| 6.  | "It's a Beautiful Day"                                                     | Bacon Quarmby                | 4:51   |
| 7.  | "You're a Star"                                                            | Bacon Quarmby                | 4:35   |
| 8.  | "You Always Want What You Haven't Got"                                     | Bacon Quarmby                | 3:52   |
| 9.  | "Wish"                                                                     | Bacon Quarmby                | 5:09   |
| 10. | "Whatever Gets You Through the Day"                                        | Bacon Quarmby                | 4:40   |

| 11. | "Wish" (Downtempo Version) | 4:41 |

## Hitlister

### Ugentlige hitlister
| Hitlister (2001–02)           | Højeste placering |
| ----------------------------- | ----------------- |
| Østrig (Ö3 Austria)           | 21                |
| Holland (Album Top 100)       | 88                |
| Tyskland (Offizielle Top 100) | 3                 |
| Irland (IRMA)                 | 30                |
| Italien (FIMI)                | 25                |
| Skotland (OCC)                |                   |
| Schweiz (Schweizer Hitparade) | 29                |
| Storbritannien (OCC)          | 7                 |

### Års-hitlister
| Hitliste (2001) | Placering |
| --------------- | --------- |
| UK Albums (OCC) | 57        |

| Hitliste (2002)                    | Placering |
| ---------------------------------- | --------- |
| Austrian Albums (Ö3 Austria)       | 75        |
| German Albums (Offizielle Top 100) | 27        |
| UK Albums (OCC)                    | 140       |